# The ReVe Festival 2022 – Feel My Rhythm
The ReVe Festival 2022 – Feel My Rhythm – dziewiąty minialbum południowokoreańskiej grupy Red Velvet, wydany 21 marca 2022 roku przez wytwórnię SM Entertainment. Płytę promował singel „Feel My Rhythm”.

## Lista utworów
| CD | CD                | CD                        | CD                                                                                 | CD                    | CD      |
| Nr | Tytuł utworu      | Tekst                     | Kompozycja                                                                         | Aranżacja             | Długość |
| -- | ----------------- | ------------------------- | ---------------------------------------------------------------------------------- | --------------------- | ------- |
| 1. | „Feel My Rhythm”  | Seo Ji-eum                | Jake K (Artiffect), Maria Marcus (Artiffect), Andreas Öberg, MCK (Artiffect)       | Artiffect             | 3:30    |
| 2. | „Rainbow Halo”    | Seo Ji-eum                | Harvey Mason Jr., Michael R!ot Wyckoff, Patrick "J. Que" Smith, Britt Burton, Deez | Mason, Wyckoff        | 3:28    |
| 3. | „Beg for Me”      | Jo Yoon-kyung             | Josefin Glenmark, Gavin Jones, Ludwig Lindell (Caesar & Loui)                      | Lindell               | 3:32    |
| 4. | „Bamboleo”        | Cha Yu-bin (Verygoods)    | Jake K (Artiffect), Marcus (Artiffect), Öberg, MCK (Artiffect)                     | Artiffect             | 3:28    |
| 5. | „Good, Bad, Ugly” | Danke (Lalala Studio)     | Park Geun-tae, MinGtion, Sophia Pae                                                | MinGtion              | 3:01    |
| 6. | „In My Dreams”    | Kim Su-ji (Lalala Studio) | Alma Goodman, Alida Garpestad Peck, Kristoffer Tømmerbakke, Erik Smaaland          | Tømmerbakke, Smaaland | 3:24    |

## Notowania
| Lista                              | Pozycja |
| ---------------------------------- | ------- |
| South Korean Albums (Circle)       | 1       |
| Belgian Albums (Ultratop Flanders) | 138     |
| Japanese Albums (Oricon)           | 6       |
| Japanese Combined Albums (Oricon)  | 8       |
| Japan Hot Albums (Billboard Japan) | 4       |
| UK Digital Albums (OCC)            | 267     |
| US Heatseekers Albums (Billboard)  | 9       |
| US World Albums (Billboard)        | 8       |

## Nagrody w programach muzycznych
| Program           | Data            | Źródło |
| ----------------- | --------------- | ------ |
| Music Bank (KBS2) | 1 kwietnia 2022 | [ 10 ] |

## Sprzedaż
| Kraj             | Sprzedaż |
| ---------------- | -------- |
| Korea Południowa | 690 967  |
| Japonia          | 10 488+  |